# Eclecta aurorella
Eclecta aurorella är en fjärilsart som beskrevs av Edward Meyrick 1883. Eclecta aurorella ingår i släktet Eclecta och familjen plattmalar. Inga underarter finns listade i Catalogue of Life.